# Henry Bone

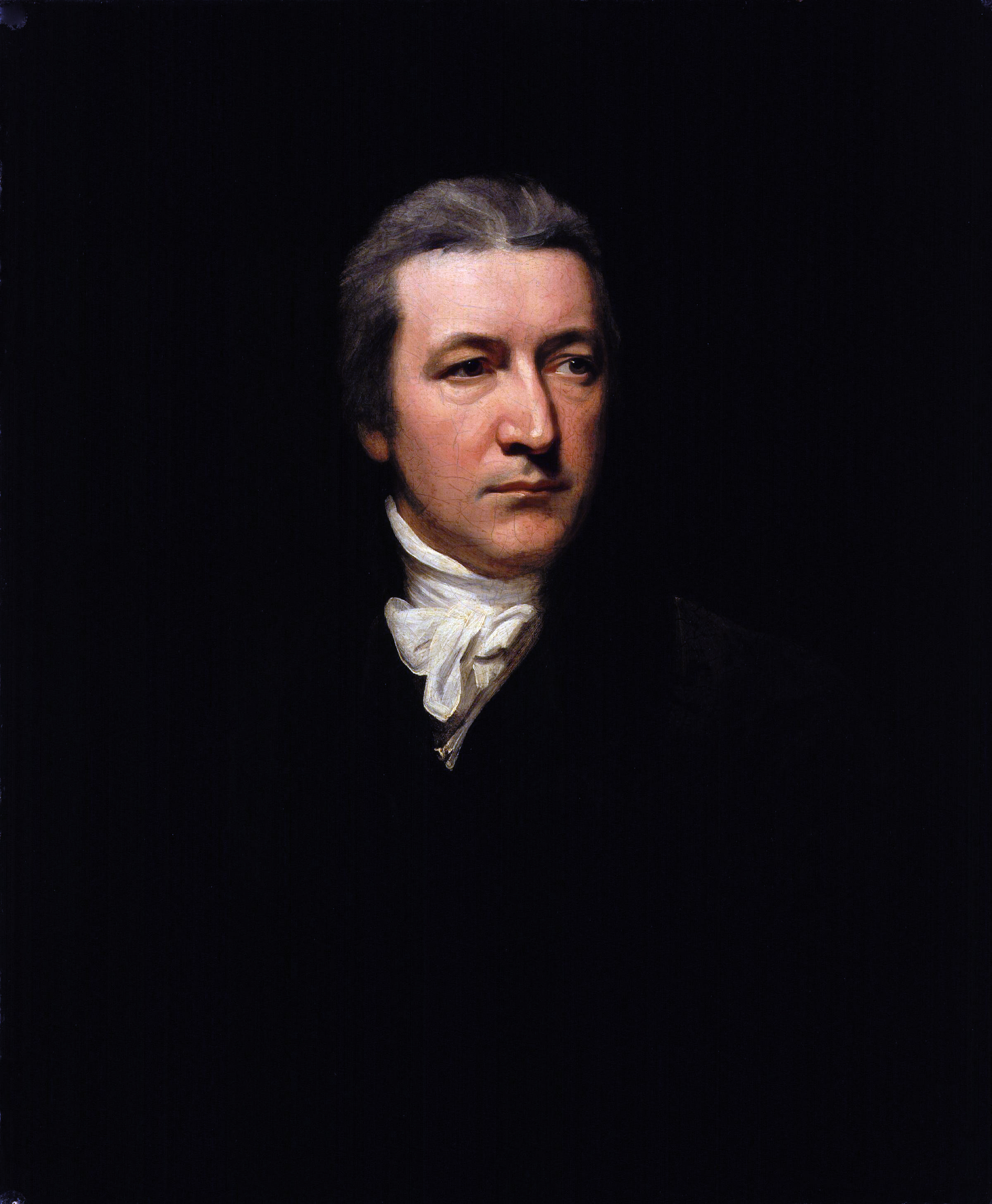
Henry Bone, John Opie, 1799.

Henry Bone (1755 - 1834) fue un pintor nacido en Truro, Inglaterra, especializado en el uso del esmalte. Antes de que sus méritos de artistas fueran conocidos por el público, fue frecuentemente empleado por los joyeros de Londres para que realizara pequeños diseños en esmalte. 
En 1800, la belleza de sus piezas atrajo la atención de la Real Academia, a la cual fue admitido como asociado, y posteriormente como académico en 1811. Hasta 1831 realizó muchas hermosas piezas de tamaño mucho mayor a las que había realizado en Inglaterra; entre ellas, sus 85 retratos de la Isabel I de Inglaterra son las obras más admiradas.
Tuvo dos hijos: Henry Pierce Bone y Robert Trewick Bone.